# Station Wien Mitte
Wien Mitte is een spoorwegstation in de Oostenrijkse hoofdstad Wenen. Het station ligt volledig onder de grond en heeft zijn voornaamste ingang aan de Landstraße Hauptstrasse, niet ver van de Stubentor. Hier stoppen buiten regionale en S-Bahn treinen van de ÖBB, ook de tramlijn O en buslijn 74A. De City Airport Train heeft hier ook zijn eindpunt, deze verzorgt de verbinding met de luchthaven van Wenen. Het station staat in verbinding met het metrostation Landstraße waar je op U-Bahn lijnen U3 en U4 kunt overstappen. Het station is grootscheeps gerenoveerd en ligt onder een nieuw ontwikkeld winkelcentrum.